# Amac Aerospace

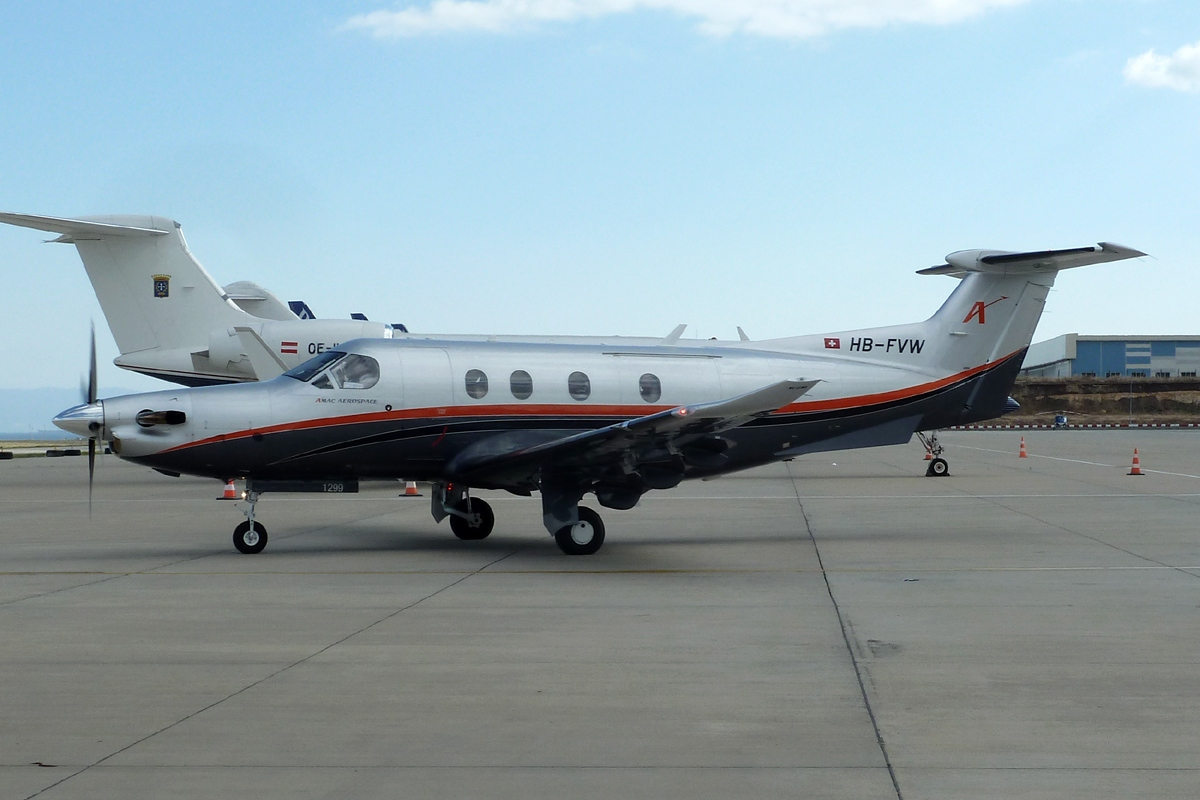
Eine Pilatus PC-12 (HB-FVW) der Amac Aerospace

Die AMAC Aerospace ist ein Schweizer Unternehmen, das Umbau- und Wartungsarbeiten an Schmalrumpf- und Grossraumflugzeugen für Geschäfts- und Privatkunden oder Regierungen an seinen Standorten am Flughafen Basel-Mülhausen und am Flughafen Istanbul-Atatürk vornimmt. Der Sitz befindet sich in Basel. Das Unternehmen ist weltweit der grösste private Anbieter solcher Leistungen.
Nachdem die Familie Hirschmann 2005 Jet Aviation an die Private-Equity-Gesellschaft Permira verkaufte, gründeten die ehemaligen Manager Kadri Muhiddin, Bernd Schramm, Mauro Grossi und die Enomis Holding das Unternehmen AMAC Aerospace in Basel, Schweiz. Es ist heute das grösste private MRO & Completion Center der Welt und bietet Wartungsarbeiten, Charter- und Flugzeugmanagement, komplexe Modifikationen, begrenzte militärische Arbeiten sowie Completion-Dienstleistungen (kundenspezifische Completion- und Umbaumassnahmen) an. Nach 12 Monaten Projektarbeit, hat AMAC Aerospace 2017 das erste BBJ Demonstrator-Projekt für Boeing erfolgreich abgeschlossen und dem Betrieb übergeben. Das Flugzeug BBJ-Demonstrator wurde von Design Et Al Awards ausgezeichnet und gewann in der Kategorie '2018 Interior Design/VIP Completion'.
Das Unternehmen hat seinen Hauptsitz in Basel, Büros und Hangars in Zürich (Flughafen Zürich), Istanbul (Flughafen Atatürk) und Bodrum (Flughafen Milas) in der Türkei sowie eine weitere Design- und Produktionsstätte in Auch, Südwestfrankreich. AMAC Aerospace beschäftigt über 1.200 Mitarbeiter und wächst weiter.
Im Juni 2015 erhielt das Unternehmen von der US-amerikanischen Luftfahrtaufsichtsbehörde Federal Aviation Administration die Bewilligung für das Warten von amerikanischen Flugzeugen. In Istanbul ist AMAC Aerospace der offizielle Vertreter der Pilatus Aircraft für deren PC-12.